# Ференц Йожеф Кохари
Ференц Йожеф Кохари (на унгарски: Koháry Ferenc József) е унгарски благородник (принц) и политик.
Роден е на 4 септември 1767 година във Виена в семейството на граф Игнац Йожеф Кохари от рода Кохари. Заема различни държавни постове, издигайки се в двора на император Франц II, който му дава титлата принц. Ференц Йожеф Кохари няма мъжки наследници и титлата, заедно с голямото състояние, оценявано на 20 милиона франка, е наследено от дъщеря му Мария Антония Кохари, която се жени за принц от рода Сакс-Кобург и Гота, поставяйки началото на клона Сакс-Кобург и Гота-Кохари.
Ференц Йожеф Кохари умира на 27 юни 1826 година в Оросвар (днес част от Братислава).